# 音速プロファイル

ハワイ諸島北方の太平洋の音速プロファイル

音速プロファイル（英語: Sound speed profile）は、海中での音速の鉛直分布。

## 概要
海中での音速に影響を与える物理特性は、気泡や微生物といった混入物を除けば、海水温・塩濃度・水圧という3つの基本量のみとされている。これを利用して、海中での音速は、深度を変数とする関数として定義でき、この音速-深度関数を音速プロファイルと称する。音速プロファイルは、下記のように、それぞれ異なる特性と成因をもついくつかの層に分けられる。
表面層（surface layer）
海面直下に位置しているため、熱交換や風の作用を受けやすく、音速は不安定である。雲で覆われたり風浪のある海域では、風や波により撹拌されて等温層を生じることがあり、これを混合層 (mixed layer) と称する。
水温躍層（thermal layer）
音速の負の勾配（水温および音速が深度とともに減少）に特徴がある。季節による影響を受けやすい（場合によっては表層と一体化して消滅する）季節水温躍層と、わずかしか影響を受けない主水温躍層に分けられる。
深海等温層（deep isothermal layer）
海水温は39 °F (4 °C)で一定であり、音速は圧力の影響を受けて、深度とともに増加する。